# Clube de Regatas Tietê
O Clube de Regatas Tietê foi uma agremiação de esportistas fundada em 1907 por Victor Leite Mamede e Júlio Ribeiro, membros da elite portuguesa presente na cidade de São Paulo. Em seu início, o clube tinha como principal esporte a regata, uma espécie de corrida entre barcos a remo. O clube se localizava na região da Ponte Grande às margens do Rio Tietê, em São Paulo.
Hoje a estrutura que foi produzida pelos seus sócios pertence à prefeitura de São Paulo e faz parte do Parque do Tietê. Um complexo esportivo aberto, com pistas de corrida e dois campos verdes, além de cinco quadras poliesportivas, sendo uma delas cobertas, e quadras de tênis.

## História

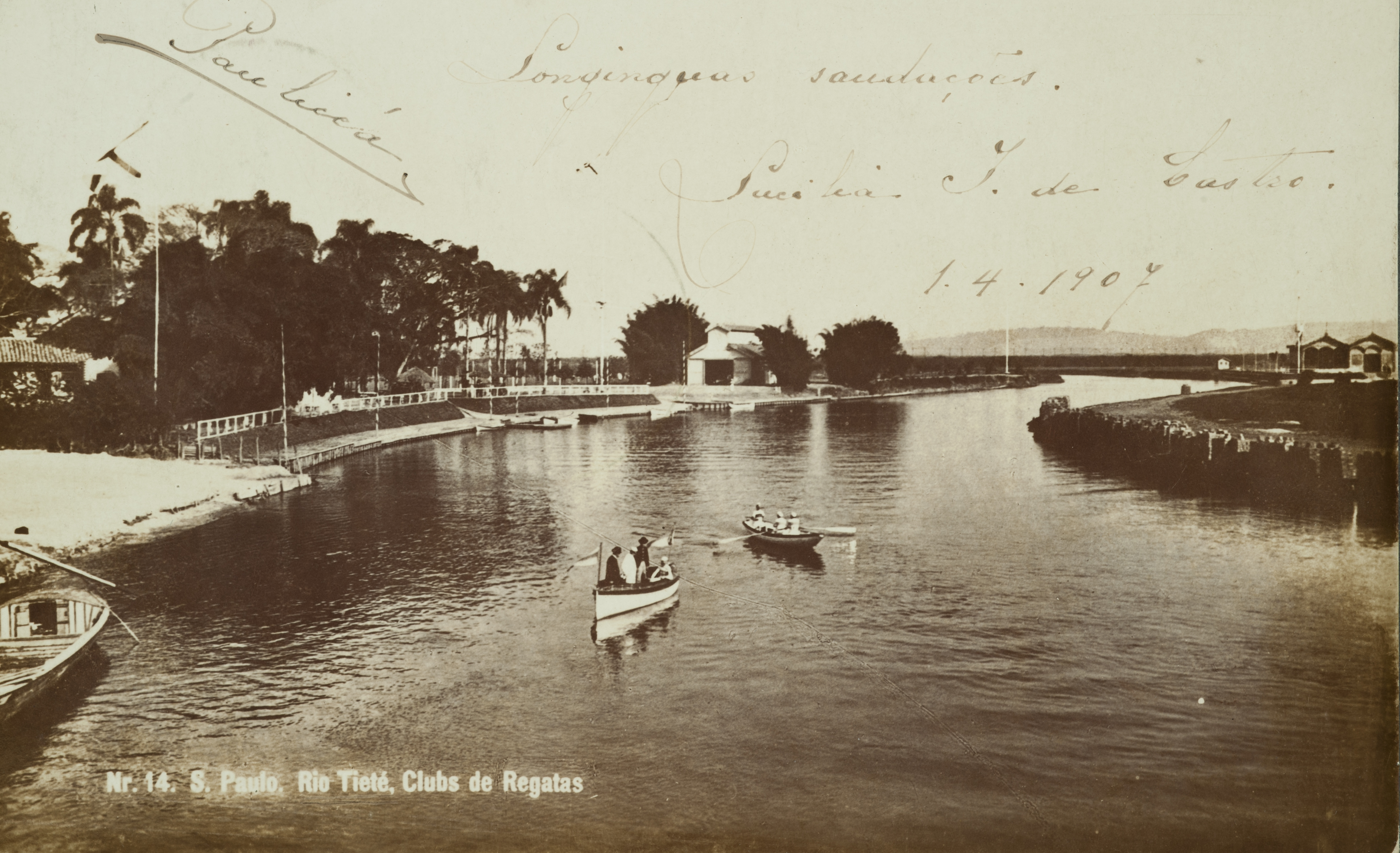
Clube de Regatas Tietê no início do século XX

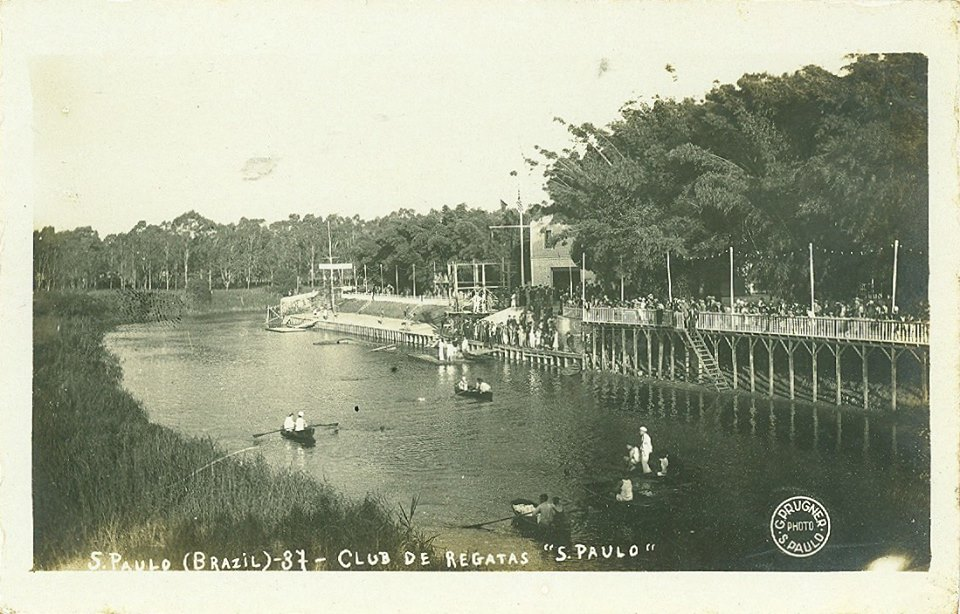
Clube Tietê em 1930

A história do Clube de Regatas Tietê se iniciou em 1907. No momento em que o Clube de Regatas São Paulo expulsou Victor Leite Mamede e Júlio Ribeiro do clube de natação. Com apoio de outros remadores presentes na elite portuguesa, os dois dissidentes do CRSP fundaram às margens do Rio Tietê o novo clube. Isso se iniciou pois os atletas de São Paulo que procuravam este tipo de esporte não tinham tanta facilidade na locomoção para as praias de Santos. Por isso, iniciaram-se organizações às margens do Rio Bandeirantes e Tietê para que suportassem essa demanda.
Sua localização se dava no Bom Retiro, colado ao rio. Em 105 anos de existência, o clube contou com honrarias invejáveis diante das outras entidades presentes na cidade. Perto das águas, suas maiores contribuições se deram no campo aquático na natação, remo e vela.
As organizações eram dominadas pelo Clube Espéria, entidade que estava às margens do mesmo rio do outro lado da margem. Com o surgimento próximo de um novo clube, ambos passaram a ser rivais daquele pequeno recorte. Além disso, protagonizaram a cena paulista na primeira década do século passado ao criarem a prova de Travessia da Margem.
As competições eram realizadas na região da Ponte Grande. O espaço era delimitado por pessoas e flutuadores com cordas e raias. Ao todo, eram provas de 150 a 300 metros e a prova mais famosa possuía uma extensão de 5500 metros (o que seria da Ponte das Bandeiras até a Ponte da Vila Maria). Em 1935, 1936 e 1947, a disputa foi vencida pelo jovem João Havelange (que mais tarde tornou-se presidente da Fifa).
Com o tempo, além da natação, os clubes passaram a ter rivalidades em outros esportes. Futebol, tênis, basquete, patinação e atletismo tornaram-se o carro-chefe desta agremiação. As cores do clube eram vermelhas e pretas, sendo chamados de "vermelhinhos da beira do rio". Seu símbolo era uma bola vermelha, com bordas pretas e um "T" preto sombreado em seu centro.
Em seus melhores momentos, o clube contou com mais de 35 mil sócios. O clube ainda na década de 40 contava com ações sociais e para a população mais próxima permitia aulas e práticas dos esportes. A natação e o tênis tornaram-se tradição após os sucessos de Maria Lenk e Maria Esther Bueno. Ayrton Senna foi um dos associados mais céleres.
Com a urbanização paulista, a Ponte Grande que ligava o Clube Espéria e o Clube de Regatas Tietê foi demolida para dar espaço às pistas que foram construídas. Com isso, as margens do Rio foram desaparecendo e os processos de dificuldade para a prática do esporte foram aparecendo.
Em março de 1972, as regatas, por exemplo, passaram a ser treinadas e competidas apenas na raia olímpica da USP, perto do Rio Bandeirantes, no Butantã.

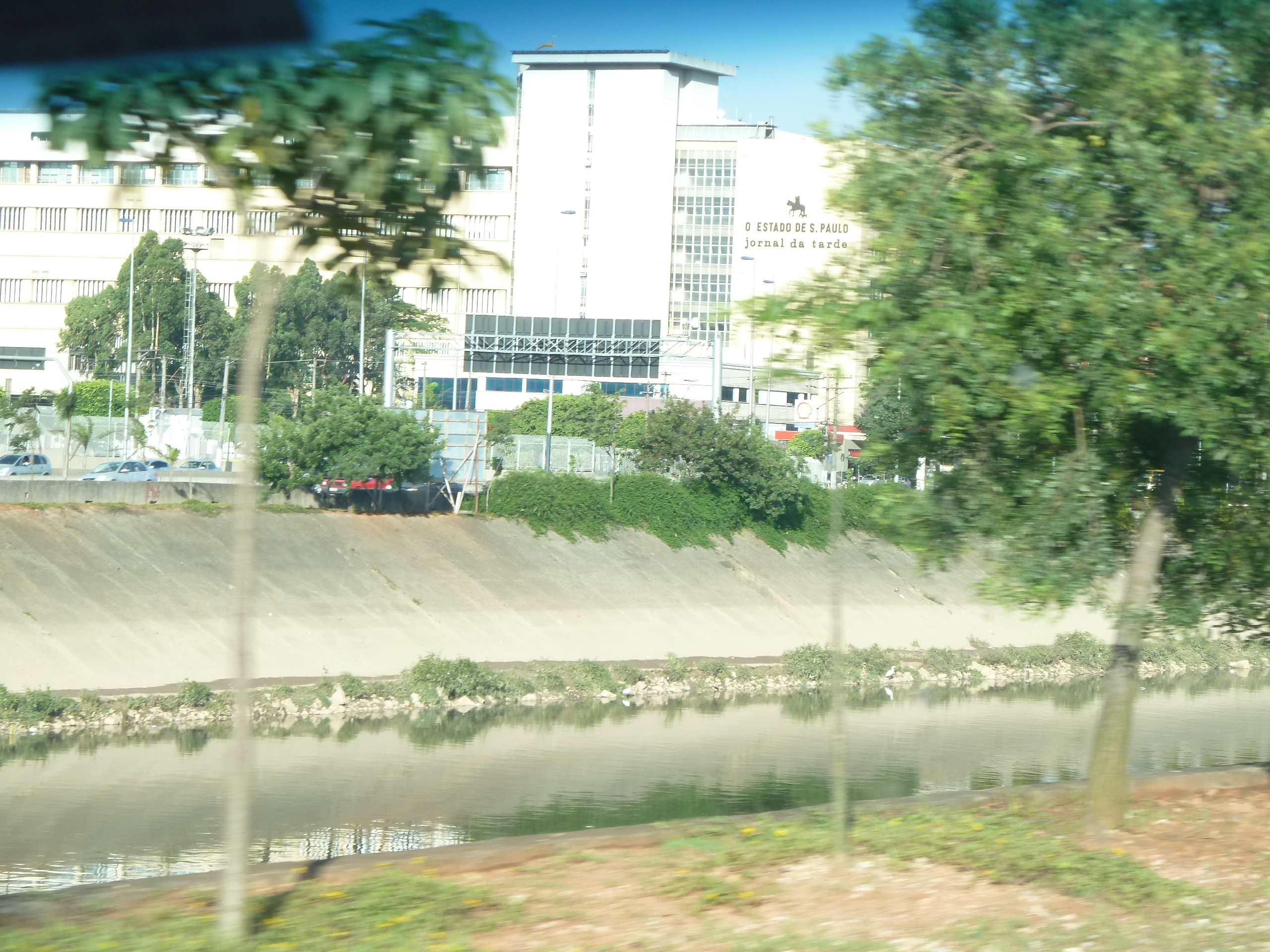
Os planos de estrada no Rio Tietê consumiram as margens presentes, não permitindo o uso e consequentemente o descuido pela priorização dos automóveis

### Rio Tietê
Em 1884, após uma crescente urbanização na cidade de São Paulo, o Rio Tietê recebeu sua primeira interferência civilizatória. O Projeto de Regularização do Rio Tietê e Dique Marginal, liderado pelo engenheiro João Pereira Ferraz, tinha como principal motivação a retificação do rio, da Ponte Grande até Osasco, exatamente onde se inicia o Clube de Regatas Tietê. A ideia deste projeto era apenas dar direção e limitar certas distribuições do Rio.
Este projeto não foi inteiramente executado por falta de dinheiro. Todavia, as pequenas reformas produzidas não diminuíam sua navegação ou a vazão das cheias que ali ocorriam. Até por isso vários clubes foram montados em sua margem, para aproveitar este feito dos projetos do governo do estado de São Paulo.
Graças a este tipo de ação, as várzeas do rio permitiam que campos fossem semeados perto dos clubes. Enquanto isso, a população também se assentava perto das margens em virtude do acesso que o rio permitia por sua navegação, proximidade e água.
Apesar das atividades que eram produzidas pelas agremiações que ficavam à margem do rio, as águas já eram poluídas naquele momento histórico, porém, não como atualmente. Por isso, em 1913 foi apresentado o Projeto de melhoramentos para o Rio Tietê, com autoria de Pacheco e Silva. A ideia do engenheiro era prevenir o despejo desenfreado de lixo no rio.
Contudo, em 1922, este projeto é deixado de lado e dá espaço para os projetos de modernização que a cidade de São Paulo projetava. Com o desenvolvimento de José António da Fonseca, tentou-se construir um canal de 108 metros, canalizado através de diques com 4,5 metros de altura. Tudo isso para construir, nas margens, pistas com 20 metros de largura para os automóveis da época e que garantisse um canal secundário no leito do rio para a navegação. Este plano foi duramente criticado pois não dava condições propícias para a navegação, ainda que melhorasse a higiene do Rio.
Desta maneira, outro plano é produzido em 1924, onde seus apoios se davam na defesa contra enchentes, melhor navegação e afastar os esgotos para jusantes da cidade de São Paulo.
Com a constante urbanização e a necessidade de locomoção dos carros, os planos de navegação deram espaço para a construção de vias terrestres, o que interferiam nas margens do rio Tietê. Com o plano de avenidas de Prestes Maia, em 1924, a situação parecia insustentável e a navegação do rio cada vez mais era deixada de lado. Com isso, todo o desenvolvimento dos clubes foi deixado às margens.
Na década de 50, com o desenvolvimento acelerado e extremamente voltado para as indústrias automotoras, os projetos da avenida marginal Tietê se aceleraram. Os primeiros trechos foram da Ponte das Bandeiras até o Morumbi. Com um projeto mal feito, foi necessário constantes atualizações e novas obras na marginal, o que, cada vez mais, poluía o rio que passava ao lado.
Os planos de habitação buscavam retirar as posses de pessoas que habitavam nas margens, já que eram áreas de proteção, mas não tinham fiscalização. Com isso, em 1968, novos planos de urbanização implicavam na construção de auto-estradas para aumentar o fluxo de transportes na região industrial que ligava a cidade de São Paulo e não permitir que se criassem mais habitações perto do rio. Registradas em Z7, como zonas estritamente industriais, o processo de automação e modernização culminou na alienação das necessidades do próprio rio.
Estes processos foram decisivos para o que chegaria nos próximos anos e acabaria com as ações do Clube Tietê. Após a década de 70, outras cidades passaram a construir saneamento básico para sua própria população. Ao mesmo tempo, o rio não possuía mais acesso para navegação e para os banhistas, já que haviam rodovias que passavam por ali. Com isso, dejetos que vinham da região metropolitana e não eram tratados desembocavam no rio Tietê, se tornando um depósito de lixo.

### Política de despoluição
Na década de 2000 iniciou-se o processo de despoluição do Rio Tietê pela SABESP. Em São Paulo, de 24%, o esgoto tratado passou para 68%. Todavia, o problema maior está no caminho pelo qual o rio faz em todas as cidades da região metropolitana. Por exemplo, Guarulhos, hoje, conta com quase 2 milhões de habitantes e possui apenas 13% de seu esgoto tratado, e todo ele é despejado no Rio Tietê.
Por isso, apesar da política de despoluição da cidade de São Paulo, o Rio Tietê ainda continua com uma taxa elevada, não permitindo muitas vezes o tratamento de sua água ao sair da capital do estado. O rio continua morto no entorno da capital por cerca de 130 quilômetros, entre Itaquaquecetuba e Cabreúva. Desta maneira, a cidade de São Paulo necessita de um ajuda do estado, não só da própria prefeitura.

### Falência
Na década de 1980, o Clube já passava por dificuldades financeiras em decorrência da falta de estrutura para suas atividades e, consequentemente, monetização. Os sócios já não se interessavam tanto pelo espaço e nem era mais rentável para aluguel de eventos. Sendo assim, a agremiação se viu obrigada a tentar uma concessão privada para que sustentasse os gastos e mantivesse o clube funcionando.

Com a ajuda de seus maiores atletas (Maria Lenk, Maria Esther e Abílio Couto), o envolvimento de seus sócios e a tradição do Clube Tietê, conseguiram mover com uma concessão de 30 anos de uma empresa. Em 2012, após uma série de brigas judiciais, o Clube Tietê  contava com uma dívida trabalhista de quase 35 milhões de reais e foi obrigado a ser fechado. Seu patrimônio, prédio e 95 mil metros quadrados de terra foram confiscados e atribuídos a Secretaria do Esporte e Lazer do estado de São Paulo. 

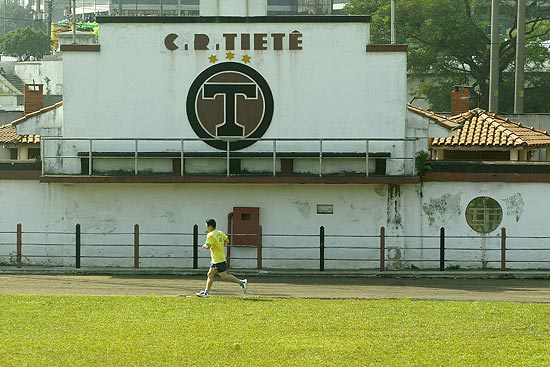

### Administração Pública
Desde seu início, o projeto de revitalização contava com a intenção de tornar o complexo Tietê um espaço público dominado pela população. A secretaria de esportes e lazer de São Paulo procurou maneiras de permanecer com o espaço, reformá-lo e ainda "devolvê-lo" para a sociedade.
Em 2014, no governo de Fernando Haddad, o então prefeito de São Paulo acionou o planejamento, tombou o complexo esportivo fornecido pelo Clube Tietê e montou o Parque Ecológico do Tietê.
Neste momento, as obras se iniciaram e tiveram como principal foco a revitalização do espaço. Do conjunto inicial que foi confiscado, apenas as piscinas, que apresentavam rachaduras, não foram reaproveitadas. Do contrário, todos os espaços presentes foram reformados. No lugar das piscinas foi construída uma grande área de lazer com gramado sintético e pista de caminhada.
Hoje o parque é de acesso gratuito e conta com horários para aluguel de quadra também. Diferente de sua criação, não é mais um ambiente da elite paulistana. Concentram-se vários tipos de classes sociais no terreno da várzea do Bom Retiro.
Mesmo após as estratégias adotadas, em 2016, ainda com algumas casas restantes, um lote de terras próximo a área foi vendido irregularmente. O terreno, de um milhão de metros quadrados, era do antigo Clube de Regatas Tietê. Em 2012, a área começou a ser leiloada para quitar dívidas. Três anos depois, em 2015, a instituição adquiriu um terço do espaço por 15 milhões de reais. O processo se iniciou antes de ser tomada pelo governo e só foi descoberto anos depois.
A reinauguração oficial do espaço ocorreu com um concerto do grupo americano de rap dos anos 90, Public Enemy, em dezembro de 2016.

Maria Lenk multi-campeã do torneio entre clubes de São Paulo

## Maria Lenk
Maria Lenk, nadadora multi-campeã, foi fruto do time de natação do Clube Tietê. A atleta ingressou no clube após uma suspeita de pneumonia. Os pais, tentando melhorar sua situação, ingressaram no clube para que Maria pudesse praticar braçadas pelo Rio Tietê.
Aos dezessete anos foi uma atleta de nível internacional. Se consagrou como a primeira mulher sul-americana a competir em Olimpíadas, nos Jogos de Los Angeles, em 1932. Foi a primeira nadadora brasileira a derrubar um recorde mundial.

## Clube escola

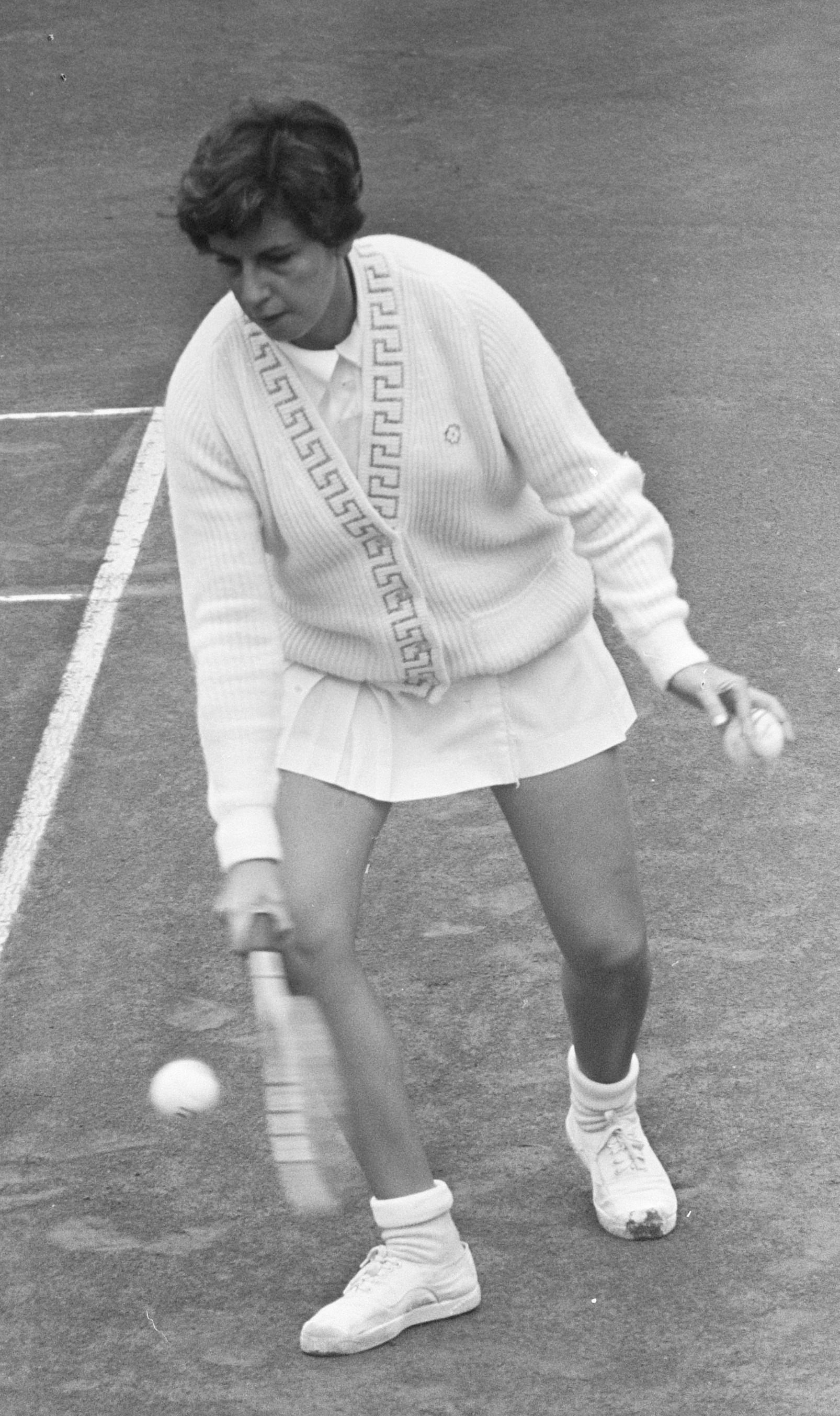
Maria Esther Bueno iniciou sua carreira no Clube do Tietê

Recentemente, em busca de revitalização do espaço, o governo da cidade de São Paulo propôs junto ao Programa Clube Escola, a utilização do espaço ali presente. O ideal do projeto consiste em tornar o espaço público um instrumento norteador da política pública de ensino e aprendizagem, nas unidades esportivas administradas ou ligadas à SEME (Centros Educacionais e Esportivos – CEEs, Centros Educacionais Unificados – CEUs  e Clubes da Comunidade – CDCs). Com as atividades atreladas a secretaria do esporte e lazer, as atividades propostas buscam planejar suas metodologias e mecanismos para a propagação e difusão do modelo institucional e técnico-pedagógico do Programa Clube Escola.

## Maria Esther Bueno
Maria Esther Bueno foi a melhor atleta que o tênis brasileiro já possuiu. A atleta morava na Rua Guaporé, vizinha do Clube do Tietê. Apesar do desejo pelo ballet, por força do pai, frequentou a várzea do rio constantemente e ingressou no tênis e na natação bem cedo, aos 4 anos de idade. Com a ajuda do irmão mais velho, ambos viviam pelo complexo esportivo treinando, até que as necessidades do profissionalismo impuseram os horários matutinos para a atleta.
Com 11 anos, a atleta já vencia a categoria infantil e ganhava sua primeira medalha com o nome do Clube no peito. Com 14, já participava do Pan-Americano, do Orange Bowl e fez parte da gigantesca parede de troféus existentes no time do Tietê e que ainda preenchem espaço nas partes preservadas pela prefeitura da cidade de São Paulo.
A atleta foi multi-campeã no Tênis de campo, angariando três torneios de Wimbledon, quatro US Open, quatro Wimbledon em duplas e cinco US Open em duplas.

## Faculdade Zumbi dos Palmares
Além dos complexos esportivos pertences ao espaço que antes era do Clube do Tietê, houve, em 2003, a criação da Faculdade Zumbi dos Palmares. Esta instituição usufrui do parque, possui espaços acoplados a ele e também possui projetos na região do parque do Tietê. A Faculdade Zumbi dos Palmares é uma instituição comunitária, sem fins lucrativos, que visa a inclusão e a formação qualificada de profissionais e diversidade étnico racial.